# جانيس رايموند
جانيس رايموند (بالإنجليزية: Janice Raymond)‏ هي مقالاتية أمريكية، ولدت في 24 يناير 1943.